# Presentazione al Tempio (Ghiberti)
La Presentazione al Tempio è una vetrata (diametro 470 cm) disegnata da Lorenzo Ghiberti ed eseguita da Bernardo di Francesco, databile al 1443 e conservata nel tamburo del Duomo di Firenze.

## Storia
La decorazione delle vetrate del tamburo prese il via dopo il completamento della cupola del Brunelleschi (1436), spesso col tradizionale metodo del concorso: più artisti fornivano un cartone colorato, a dimensione naturale, e poi veniva scelto il più bello. Così Ghiberti si assicurò la maggior parte delle vetrate, ma una fu vinta da Donatello, mentre nel corso degli anni quaranta, quando Ghiberti era sempre più occupato dalle porte del battistero, ci si affidò ad altri artisti quali Paolo Uccello e Andrea del Castagno.
Ghiberti annotò nelle sue ricordanze le tre vetrate del tamburo: «Disegnai in detta chiesa molte finestre di vetro. Nella tribuna sono tre occhi disegnati di mia mano: nell'uno è come Cristo ne va in cielo, nell'altro quando adora nell'orto, il terzo è quando è portato nel tempio». Per l'ultima vetrata in particolare venne saldato nel dicembre 1443. Entro il 1444 il maestro Bernardo di Francesco completava la messa in opera.

## Descrizione
Entro una cornice fatta di un motivo geometrico con rosette, la presentazione al Tempio è rappresentata con fedeltà allo schema tradizionale, non molto dissimile ad esempio dalla versione di Ambrogio Lorenzetti nel Duomo di Siena. Il sacerdote sta oltre l'altare pronto per compiere il sacrificio delle colombe, mentre a destra Simeone il Giusto tiene il Bambino, seguito dalla profetessa Anna. A destra Maria, con un gesto di vivo realisto, si protende verso il figlio mentre con la sinistra si regge il velo, con dietro Giuseppe e una figura barbuta, forse un monaco.
Nelle ultime vetrate Ghiberti si affidò a figure ampie e gesti eloquenti, allontanandosi sempre più dalle stilizzazioni gotiche, con un accenno di prospettiva data dal tavolinetto in scorcio in basso a sinistra. Lo schema simmetrico amplifica le cadenze delle figure, rendendo i gesti e le espressioni più solenni, soprattutto quelli di Maria. Nell'andamento dei panneggi si nota ancora un gusto per l'eleganza lineare, con linee sinuose nelle ricadute, anche se ormai non si tratta più di elementi predominanti.